# Rasovița (okręg Gorj)
Rasovița – wieś w Rumunii, w okręgu Gorj, w gminie Lelești. W 2011 roku liczyła 223 mieszkańców.